# 象岭停车场
象岭停车场位于中国广东省广州市增城区朱村街道山田村东侧（山田站东南侧），是广州地铁21号线三个车辆基地之一，用地面积11.6公顷，于2018年12月28日建成使用。

## 基本信息
象岭停车场设有运用库（包括运转综合楼）、综合楼、牵引降压变电所、主变电站、工程车库、洗车机及控制室、污水处理站、易燃品库、门卫室等。

## 历史
- 2013年12月，象岭停车场正式开工[2]。
- 2018年6月22日，象岭停车场顺利实现“三权”移交[2]。